# Шварц, Вольфганг
Вольфганг Шварц (нем. Wolfgang Schwarz; р. 14 сентября 1947 г.) — австрийский фигурист выступавший в одиночном катании, чемпион зимних Олимпийских игр 1968 года. До Олимпиады он всегда становился вторым после своего земляка Эммериха Данцера, несколько раз на чемпионате мира и несколько раз на чемпионате Европы.
В 2002 году Шварц был осуждён на полуторагодовое тюремное заключение за нелегальный провоз в Австрию девушек из России и Литвы, которые занимались в Европе проституцией и часть выручки отдавали ему. Позже Шварца выпустили по состоянию здоровья.
В 2005 году прошёл ещё один процесс по аналогичным обвинениям, но в этот раз Шварц был признан невиновным.
В 2006 году Вольфганг Шварц был осуждён на 8 лет тюремного заключения за вымогательство. В октябре 2005 года Шварц выкрал 19-летнюю дочь богатого румынского бизнесмена и потребовал от него выкуп в 3 миллиона евро.

## Спортивные достижения
| Соревнования/Сезон      | 1964 | 1965 | 1966 | 1967 | 1968 |
| ----------------------- | ---- | ---- | ---- | ---- | ---- |
| Зимние Олимпийские игры | 15   |      |      |      | 1    |
| Чемпионаты мира         |      | 7    | 2    | 2    |      |
| Чемпионаты Европы       | 7    | 5    | 2    | 2    | 2    |